# 節慶宮

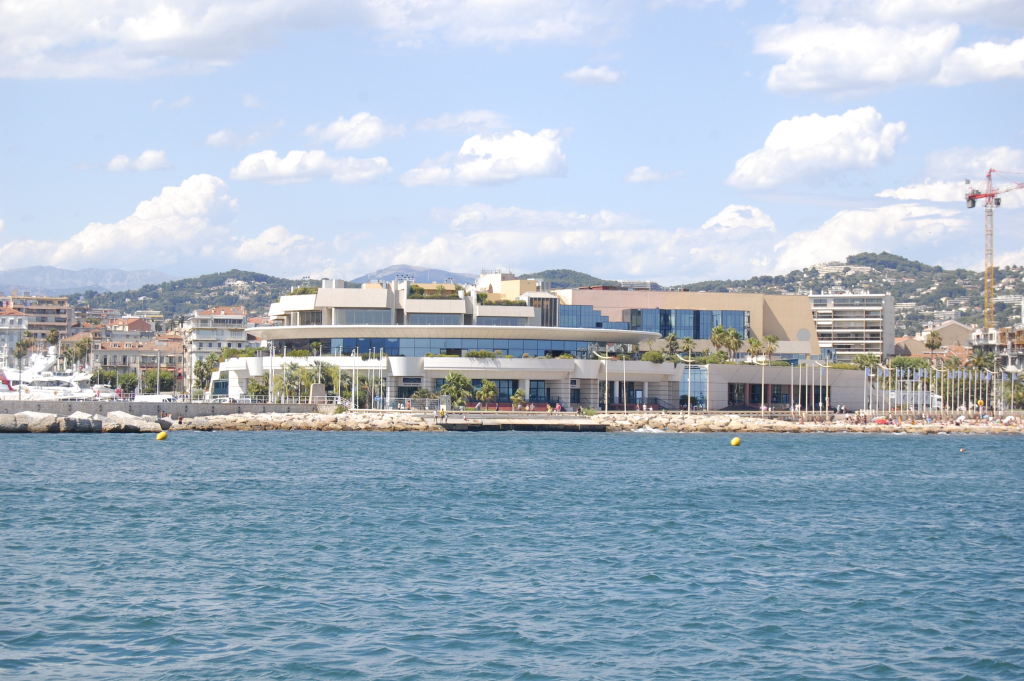
節慶宮

節慶宮（法語：Palais des Festivals et des Congrès）是位於法國坎城的一座會展中心。這裡是坎城影展的主會場。節慶宮完成於1949年，後由於建築老化而在1982年12月重建。除了坎城影展之外，也舉辦坎城國際廣告節等眾多會展活動。1959年和1961年的歐洲歌唱大賽和2011年的G20峰會也在這裡舉行。